# タタナダラス
タタナ ダラス（Tatana Dallas、1991年8月27日 - ）は、ジャパンラグビーリーグワン日本製鉄釜石シーウェイブスに所属するラグビー選手。旧表記ダラス・タタナ。

## プロフィール
- ニュージーランド出身[1]。
  - 「好きなパン」の質問にマオリの伝統的なパンであるレウェナ・パラオアを挙げている[2]。
- ポジションはロック(LO)。
- 身長 186 cm、体重 106 kg
- U20日本代表に選ばれたことがある[3]。
- 7人制日本代表に選出されたことがある[4]。

## 略歴
2008年6月、ニュージーランドから札幌山の手高校に留学。
2011年、札幌山の手高校卒業後、東海大学に入る。
2015年、東海大学卒業後、釜石シーウェイブス(現・日本製鉄釜石シーウェイブス)に加入。
2019年、宗像サニックスブルースに加入。
2022年、釜石シーウェイブスに復帰。